# Pedro Clerot
Pedro Clerot, né le 27 janvier 2007 à Brasilia, est un pilote automobile brésilien. En 2025, il est engagé dans le championnat d'Europe de Formule Régionale avec Van Amersfoort Racing. Il a également sacré champion du Brésil de Formule 4 en 2022.

## Carrière

### Karting
La carrière de Clerot commence en karting, en 2016. Il remporte le titre de champion dans le championnat municipal de Brasilia en 2018, 2019 et 2021, et remporte deux fois la Brazil Open Cup en 2020 et 2021.

### Formule 4

#### 2022
En 2022, le Brésilien rejoint Full Time Sports pour la saison inaugurale du championnat du Brésil de Formule 4. En 18 courses, il remporte sept courses, obtient sept pole positions, sept meilleurs tours, onze podiums et 276 points, devenant le premier champion de Formule 4 brésilienne,. Par la suite, il participe aux FIA Motorsport Games dans la catégorie Formule 4 avec l'équipe brésilienne, se qualifiant à deux reprises en quatrième position,. Il termine neuvième de la course principale en raison d'une pénalité de 5 secondes pour avoir dépassé les limites de la piste à six reprises.

#### 2023

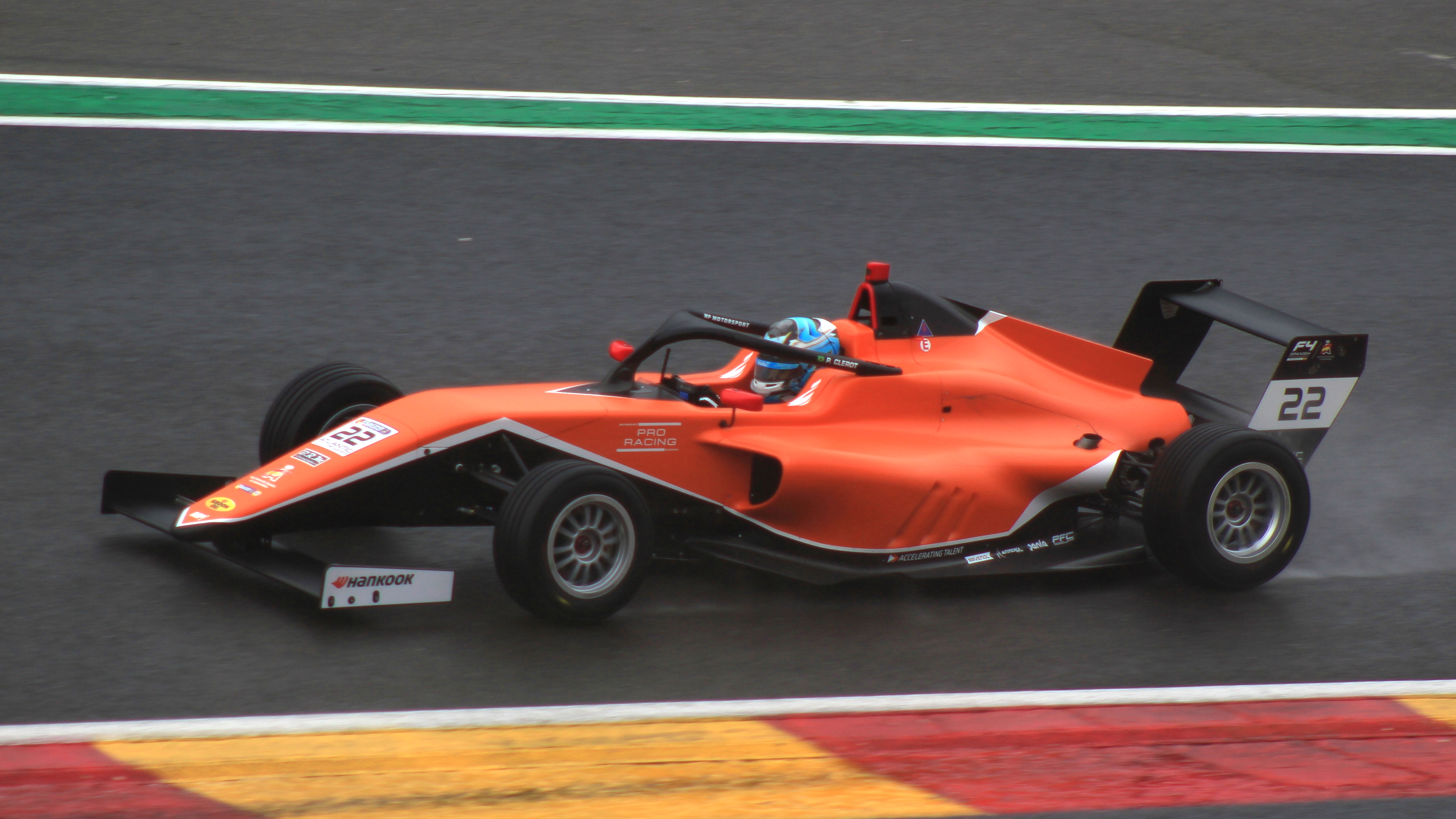
Pedro Clerot en Formule 4 espagnole en 2023 à Spa-Francorchamps.

Le 6 décembre 2022, il est annoncé que le Brésilien rejoint MP Motorsport pour le championnat d'Espagne de Formule 4 2023. Il participe aussi au championnat des Émirats arabes unis de Formule 4 avec l'équipe néerlandaise. Il connaît un début de campagne fructueux en Formule 4 espagnole, en remportant une double victoire lors de la première manche à Spa-Francorchamps,. Il enchaîne avec une deuxième place dans la troisième course du week-end, ce qui permet de prendre la tête du championnat. Il ne remporte cependant pas d'autres victoires et ne monte plus sur le podium lors des courses suivantes. Clerot termine sixième du classement avec 151 points.

### Formule Régionale

#### 2024

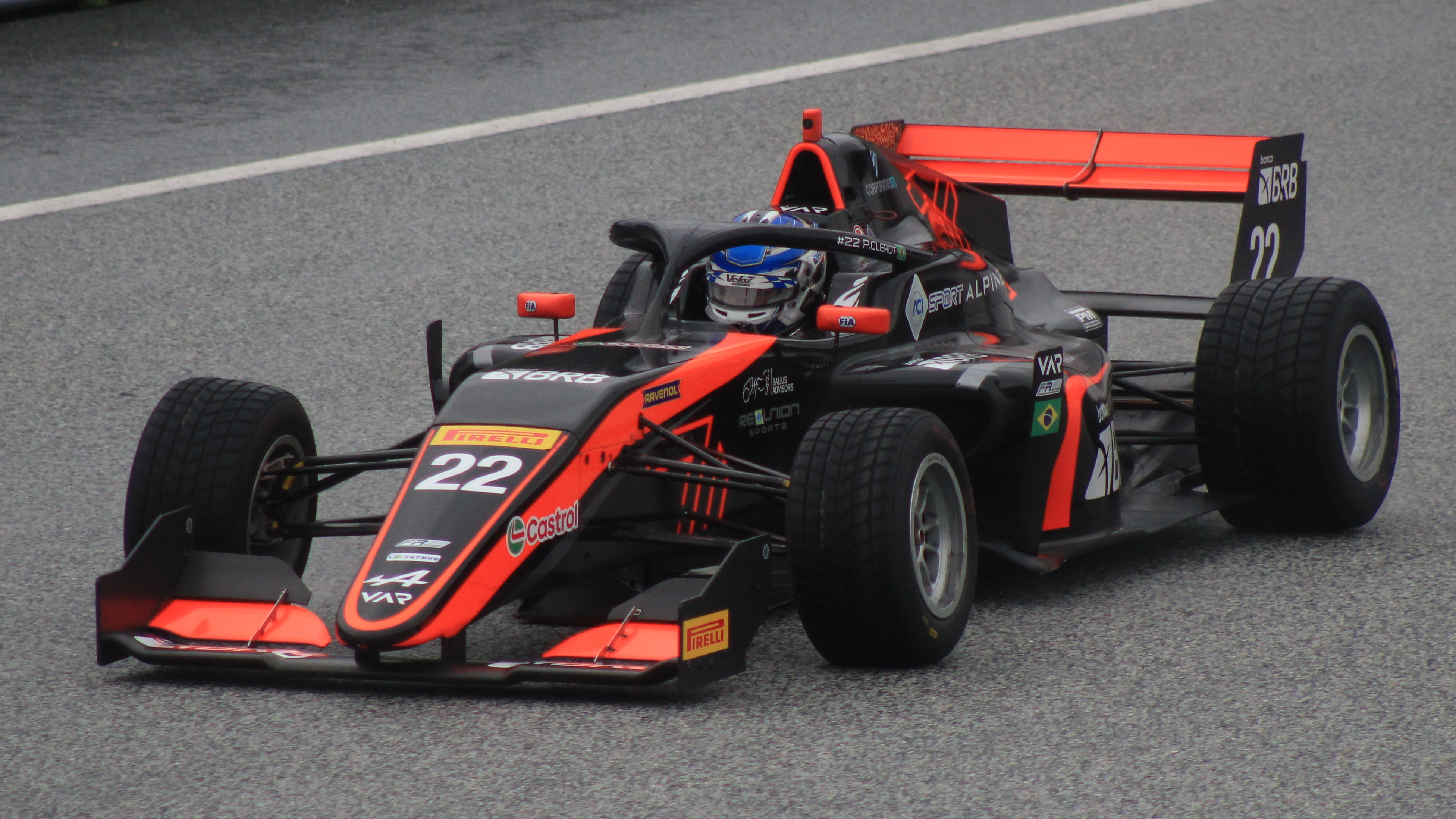
Pedro Clerot en Formule Régionale en 2024 à Spielberg.

Clerot participe aux deux premières manches du championnat du Moyent-Orient de Formule Régionale avec Saintéloc Racing. Avec une quatorzième place comme meilleur résultat, il termine 28e du championnat.
En parallèle, il participe au Championnat d'Europe de Formule Régionale avec Van Amerfoort Racing. Lors de la première manche à Hockenheim, il termine 13e de la première course et sixième de la deuxième course. Lors de la manche à Zandvoort, il termine quatrième lors de la première course puis cinquième le lendemain.

#### 2025
En 2025, il reste chez Van Amerfoort Racing pour une deuxième saison dans le championnat européen.

## Résultats en carrière

### Résultats en monoplace
| Saison | Championnat                                      | Écurie                | Courses | Victoires | Pole positions | Meilleurs tours | Podiums | Points | Classement |
| ------ | ------------------------------------------------ | --------------------- | ------- | --------- | -------------- | --------------- | ------- | ------ | ---------- |
| 2021   | Formula Delta Championship                       | écurie inconnue       | 14      | 2         | 2              | 4               | 9       | 121    | 2e         |
| 2022   | Championnat du Brésil de Formule 4               | Full Time Sports      | 18      | 7         | 4              | 7               | 11      | 276    | Champion   |
| 2022   | Championnat d'Italie de Formule 4                | AKM Motorsport        | 6       | 0         | 0              | 0               | 0       | 0      | 31e        |
| 2023   | Championnat des Émirats arabes unis de Formule 4 | MP Motorsport         | 6       | 0         | 0              | 0               | 0       | 30     | 13e        |
| 2023   | Championnat d'Espagne de Formule 4               | MP Motorsport         | 21      | 2         | 1              | 1               | 3       | 151    | 6e         |
| 2024   | Formule Régionale Moyen-Orient                   | Saintéloc Racing      | 6       | 0         | 0              | 0               | 0       | 0      | 28e        |
| 2024   | Formule Régionale Europe                         | Van Amersfoort Racing | 20      | 0         | 0              | 0               | 2       | 93     | 8e         |
| 2025   | Formule Régionale Europe                         | Van Amersfoort Racing | 12      | 1         | 2              | 1               | 3       | 120    | 4e         |

* Saison en cours.

### Résultats en championnat du Brésil de Formule 4
Les courses en Gras indiquent une pole position, celles en italique indiquent un meilleur tour.
| Saison | Equipe           | 1      | 2        | 3        | 4      | 5      | 6         | 7      | 8        | 9        | 10     | 11       | 12       | 13      | 14      | 15      | 16         | 17        | 18       | C.P      | Points |
| ------ | ---------------- | ------ | -------- | -------- | ------ | ------ | --------- | ------ | -------- | -------- | ------ | -------- | -------- | ------- | ------- | ------- | ---------- | --------- | -------- | -------- | ------ |
| 2022   | Full Time Sports | MOG1 1 | MOG1 2 4 | MOG1 3 1 | INT1 1 | INT1 2 | INT1 3 1Q | INT2 1 | INT2 2 4 | INT2 3 2 | MOG2 1 | MOG2 2 8 | MOG2 3 2 | GYN 1 2 | GYN 2 9 | GYN 3 1 | INT3 1 Abd | INT3 2 11 | INT3 3 5 | Champion | 276    |

### Résultats en championnat d'Espagne de Formule 4
(Les courses en gras indiquent une pole position) (Les courses en Italiques indiquent un meilleur tour)
| Saison | Ecurie        | 1     | 2       | 3       | 4        | 5       | 6       | 7       | 8       | 9       | 10       | 11       | 12       | 13      | 14      | 15      | 16       | 17      | 18       | 19       | 20      | 21       | C.P | Points |
| ------ | ------------- | ----- | ------- | ------- | -------- | ------- | ------- | ------- | ------- | ------- | -------- | -------- | -------- | ------- | ------- | ------- | -------- | ------- | -------- | -------- | ------- | -------- | --- | ------ |
| 2023   | Campos Racing | SPA 1 | SPA 2 1 | SPA 3 2 | ARA 1 10 | ARA 2 4 | ARA 3 6 | NAV 1 5 | NAV 2 6 | NAV 3 5 | JER 1 12 | JER 2 28 | JER 3 10 | EST 1 4 | EST 2 5 | EST 3 5 | CRT 1 22 | CRT 2 9 | CRT 3 24 | CAT 1 13 | CAT 2 4 | CAT 3 17 | 6e  | 151    |

### Résultats complets en championnat d'Europe de Formule Régionale
Les courses en Gras indiquent une pole position, celles en italique indiquent un meilleur tour.
| Saison | Ecurie                | 1        | 2       | 3         | 4        | 5       | 6       | 7        | 8       | 9       | 10      | 11        | 12       | 13       | 14      | 15       | 16      | 17        | 18      | 19        | 20        | C.P | Points |
| ------ | --------------------- | -------- | ------- | --------- | -------- | ------- | ------- | -------- | ------- | ------- | ------- | --------- | -------- | -------- | ------- | -------- | ------- | --------- | ------- | --------- | --------- | --- | ------ |
| 2024   | Van Amersfoort Racing | HOC 1 13 | HOC 2 6 | SPA 1 Abd | SPA 2 24 | ZAN 1 4 | ZAN 2 5 | HUN 1 15 | HUN 2 8 | MUG 1 4 | MUG 2 3 | LEC 1 Abd | LEC 2 18 | IMO 1 10 | IMO 2 6 | RBR 1 20 | RBR 2 6 | CAT 1 Abd | CAT 2 3 | MNZ 1 23† | MNZ 2 Abd | 8e  | 93     |
| 2025   | Van Amersfoort Racing | MIS 1 4  | MIS 2 5 | SPA 1     | SPA 2    | ZAN 1   | ZAN 2   | HUN 1    | HUN 2   | LEC 1   | LEC 2   | IMO 1     | IMO 2    | RBR 1    | RBR 2   | CAT 1    | CAT 2   | HOC 1     | HOC 2   | MNZ 1     | MNZ 2     | 3e  | 22     |

† En tant que pilote invité, il était inéligible pour scorer.